# 積及·拿臣
積及·拿臣（丹麥語：Jacob Thaysen-Laursen，1971年10月6日—）是一名已退役的丹麥足球員，司職後衛。曾效力英格蘭球會打吡郡，並於1999年獲選為該球會的最佳球員。積及·拿臣曾代表國家隊出戰1995年法赫德國王盃，並助球隊凱旋而歸，期後也入選1996年歐洲國家盃與1998年世界盃的參賽名單。

## 榮譽
丹麥國家隊
- 1995年法赫德國王盃冠軍

施克堡
- 丹麥足球超級聯賽冠軍: 1994

哥本哈根
- 丹麥足球超級聯賽冠軍: 2001

個人
- 1989年 丹麥最佳年青球員(19歲以下) [2]
- 1999年 郡最佳球員